# La lectura (Manet)
La lectura es una pintura del pintor francés Édouard Manet. Aunque no se conoce con exactitud su fecha de realización, se cree que esta debe situarse entre 1865 y 1873.

## Historia del cuadro
Pintado entre 1865 y 1873, el cuadro fue expuesto por primera vez en 1880, en una de las periódicas exposiciones individuales que Manet celebraba en su propio taller. El cuadro formó parte, asimismo, de la gran exposición póstuma de la obra de Manet realizada en 1884, un año después de su fallecimiento. 
La obra fue a parar a la colección particular de Winnaretta Singer, princesa Edmond de Polignac, donde permaneció hasta que en 1944, tras la muerte de la princesa, fue entregado como donación al Estado francés y depositado en el Museo del Louvre. En 1947, al igual que el resto de las obras impresionistas del museo, fue trasladado a la Galería del Jeu de Paume, una sala de exposición situada en el Jardín de las Tullerías y perteneciente al Louvre. Allí permaneció hasta 1986, momento en que, con la creación del Museo de Orsay, fue trasladado a ese museo, al igual que el resto de la colección de pintura impresionista del Louvre. En la actualidad puede contemplarse en el Orsay, en la sala 31 del nivel 5.

## Análisis del cuadro
La pintura representa a la esposa del artista, Suzanne Manet (Suzanne Leenhoff de soltera), sentada, y al hijo de ambos, Léon, de pie leyendo un libro. León fue un modelo recurrente para Manet, que lo retrató en varios cuadros, como El almuerzo, Niño con espada o Las pompas de jabón.
En la obra dominan el color blanco del vestido de la mujer, el sofá y las cortinas, tratados con grandes pinceladas de gran luminosidad, en contrapunto con el tono oscuro del cinturón y el collar. En opinión de Peter H. Feist, en este cuadro «Manet reacciona de manera más sensitiva que de costumbre y analiza especialmente las tonalidades de blanco que se ofrecen a sus ojos».